# Покоління традиціоналістів
Мовчазне покоління, також відоме як покоління традиціоналістів, — це західна демографічна когорта, що йде після Найвеличнішого покоління та передує бебі-бумерам. Покоління зазвичай визначається як люди, народжені з 1928 по 1945 рік. Згідно з цим визначенням та даними перепису населення США, станом на 2019 рік у Сполучених Штатах налічувалося 23 мільйони Мовчазних.
У Сполучених Штатах Велика депресія 1930-х років та Друга світова війна на початку-середині 1940-х років призвели до того, що люди мали менше дітей, і в результаті це покоління є порівняно невеликим. Воно включає більшість тих, хто воював під час Корейської війни. Досягнувши повноліття у повоєнну епоху, Мовчазних іноді характеризували як схильних до конформізму та традиціоналізму, а також як тих, хто становив «мовчазну більшість». Однак їх також відзначали як тих, хто формував лідерство руху за громадянські права та контркультури 1960-х років, а також створював рок-н-рольну музику 1950-х і 1960-х років.
У Сполученому Королівстві «мовчазне покоління» також народилося в період відносно низької народжуваності з причин, подібних до тих, що й у Сполучених Штатах, і після досягнення повноліття було досить традиційним. Вони переживали часи розквіту в молодості, економічних потрясінь у середньому віці та відносного комфорту в подальшому житті. «Шістдесятники» — це подібна вікова група в Радянському Союзі, на виховання якої також сильно вплинули проблеми середини 20 століття. Термін «будівельники» використовується для опису подібної когорти в Австралії.